# モラル・ハザード
モラル・ハザード（英: moral hazard）には、以下の3つの異なる意味がある。ただし、3.の意味は英語の「moral hazard」にはなく日本独自のものであり、誤用とされることが多い。また、論者によって意味が大きく異なり、扱いの難しい用語である。
1. プリンシパル=エージェント理論。経済学のプリンシパル=エージェント関係（「使用者と被用者の関係」など）において、情報の非対称性によりエージェントの行動についてプリンシパルが知りえない情報や専門知識がある（片方の側のみ情報と専門知識を有する）ことから、エージェントの行動に歪みが生じ効率的な資源配分が妨げられる現象。「隠された行動」によって起きる。
2. 保険におけるモラル・ハザード。保険に加入していることにより、リスクをともなう行動が生じること。広義には、1.に含まれる。
3. 倫理の欠如。倫理観や道徳的節度がなくなり、社会的な責任を果たさないこと（「バレなければよい」という考えが醸成されるなど）。

## プリンシパル=エージェント問題
プリンシパル=エージェント関係におけるモラル・ハザードを、わかりやすく言い換えれば以下の例が挙げられる。
- 外回りの営業マン（エージェント）が、上司（プリンシパル）の目を盗んで、勤務時間中に仕事を怠る場合。
- 医師または薬剤師が不必要に多くの薬を患者に与え、利益を増やそうとする場合。
- 会社の株主（プリンシパル）が経営者（エージェント）を、業績に連動する報酬で任用した場合、経営者は会社に大きな利益をもたらせば高額の報酬を得るが、多額の損失を会社に与えても（あからさまな過失・故意が立証されない限りは）損失を負担する義務はなく、最悪でも解任されるのみである。このとき経営者の収入期待値を最大化する経営判断は、会社にとって最も合理的な判断よりも、よりハイリスク・ハイリターンなものとなる。しかし、株主は経営判断のための十分な情報をもたないため経営者の判断に任せるほかない。

建設工事請負契約等日本の請負契約の現場においては、信義則が「契約当事者によるモラルハザードを禁止する規則」として扱われている。

### ダブルモラルハザード
伝統的なプリンシパル＝エージェント理論におけるモラル・ハザードは、エージェントの行動についてプリンシパルが知りえない情報や専門知識がある場合を対象としてきた。これに対して、プリンシパルとエージェントの両者が、それぞれの努力水準が相手に観測されないことを利用して自らの利益を追求するような状況をダブルモラルハザード（英:double-sided moral hazard）と呼ぶ。

## 保険におけるモラル・ハザード

### 保険契約者側のモラル・ハザード
「モラル・ハザード」は本来は保険業界で使われていた用語で、「保険によって事故が補償される」という考えが醸成され、被保険者のリスク回避や注意義務を阻害するという現象を指す。この場合の例としては以下が挙げられる。
- 自動車保険において、保険によって交通事故の損害が補償されることにより、「軽度の事故なら保険金が支払われる」という考えが醸成され、加入者の注意義務が散漫になり、かえって事故の発生確率が高まる場合。
- 金融において、金融機関の倒産に伴う連鎖倒産を防ぐため、あるいは預金保護のために行う政府の資金注入を予見し、金融機関の経営者、株主や預金者らが、経営や資産運用等における自己規律を失う場合。この実例がコスモ信用組合である。
- 医療保険において、診察料の半分以上が保険で支払われるために、加入者が健康維持の注意を怠って、かえって病気にかかりやすくなる場合。

「火災保険をかけたために、注意義務を怠り、結果として火事のリスクが高まる」などのリスク回避を疎かにすることを「モラール・ハザード」（morale hazard）、「火災保険をかけておいて放火する」などの意図的に事件を起こすことを「モラル・ハザード」（moral hazard）と分ける場合もある。
特に、保険金詐取を目的として故意に惹起される事故をモラルリスク（moral risk）と言い分ける。保険金詐欺行為は刑法246条の詐欺罪に該当する犯罪行為である。
また、一部の社会主義国で見られるような努力しても努力しなくても生活水準に変化や差があまり生じないのことから、全体が怠けていくことの例えにも用いられる。
2008年のサブプライムショックを緩和するため、アメリカ合衆国連邦政府が金融機関に公的資金を投入しようとした時に、アメリカ合衆国議会で「モラルハザードが発生する」との反対意見が出て、予算案が否決されたこともある。一方、保険者と契約者、また弁護士などが共謀して損害を過小に評価させようとするケースもある。

### 保険者側のモラル・ハザード
生損保業界は2005年から2007年の3年間でも、損害保険では128 万件以上、生命保険では164 万件以上の保険金不払いが検出され、延べ200件以上の金融庁の行政処分が行われている。
また、2010年には、不本意な保険を掛けられた状態の被保険者が「契約の解除」を請求できる被保険者離脱制度が導入されたが、窓口職員には周知されていない保険会社もあるという。

## 「倫理の欠如」
この「倫理の欠如」という意味でのモラルハザードは、英語のmoral hazardにはない日本独特の用法であり、海外ではほぼ通用しない。先述の「プリンシパル=エージェント問題」や「保険におけるモラル・ハザード」も含む考えである。
「モラル・ハザード」を日本語に翻訳する際、直訳されたため「道徳的危険」と訳された。そして、
- 保険に加入して自らが火災を起こす保険金詐欺
- 給食費を払わない親の増加

といった例をモラル・ハザードとして説明する際に、節度を失った非道徳的な利益追求を指すという解釈がなされた。日本で「モラル・ハザード」といえばこの意味をさすことが多い。しかし、このような「倫理・道徳観の欠如・崩壊・空洞化」という用法は、以前から誤用として識者に指摘されていた。2003年11月13日、国立国語研究所による『第二回「外来語」言い換え提案』によって、モラル・ハザードは「倫理崩壊」「倫理の欠如」との意味で用いられていた状況が報告されている。
本来、「モラル・ハザード」には道徳的な意味合いはない。そもそも、英語の “moral” には「道徳的」のほかに「心理的」「教訓的」といった用法もあり、モラルが「道徳」を意味するかどうかも一概には言えない。保険業や経済学における専門用語としての「モラル・ハザード」には上述の通り経済学的・保険業的な特別な意味があるので、この語を倫理・道徳と関連させて使う用法は正しくない。
しかし、近年では国語辞典に「倫理の欠如」と定義されるなど、数多あるカタカナ語の一つとして定着しつつある。

## 用語の歴史
実は欧米においてもこの用語の意味には混乱がある。デンベとボーデンの調査によれば、この用語が初めて現れたのは 1600年代であり、1800年代終盤にはイギリスの保険業界で広く使われていた。この言葉の初期の用法にはネガティブな意味合いがあり、（通常は保険加入者側の）詐欺や非倫理的な行為を指していた。しかし、デンベとボーデンの指摘では、1700年代に意思決定過程を研究した著名な数学者たちが “moral” を “subjective” （主観の）という意味で使い、これが言葉の中の真に倫理的な側面を覆い隠したものらしい。
モラル・ハザードの概念は1960年代の経済学者たちにより新たな研究テーマとなったが、このときは非倫理的な行為や詐欺は意味しなかった。経済学者たちがこの言葉で意味したのはリスクが把握されない場合に生じ得る非効率のことであり、関与する人々の倫理や道徳のことではなかった。